# Пролетарське сільське поселення (Красносулинський район)
Пролетарське сільське поселення — муніципальне утворення у Красносулинському районі Ростовської області. 
Адміністративний центр поселення — хутір Пролетарка.
Населення - 2205 осіб (2010 рік).

## Географія
Пролетарське сільське поселення розташоване в долині правої притоки Сіверського Дінця річки Кундрюча у центрі південної частини Красносулинського району; східніше міста Красний Сулин й північніше міста Шахти.

## Адміністративний устрій
До складу Пролетарського сільського поселення входять:
- хутір Пролетарка - 1026 осіб (2010 рік),
- село Прохоровка - 525 осіб (2010 рік),
- хутір Мала Гнилуша - 450 осіб (2010 рік),
- хутір Пушкін - 28 осіб (2010 рік),
- селище Донлісхоз - 176 осіб (2010 рік).